# Warren Buffett

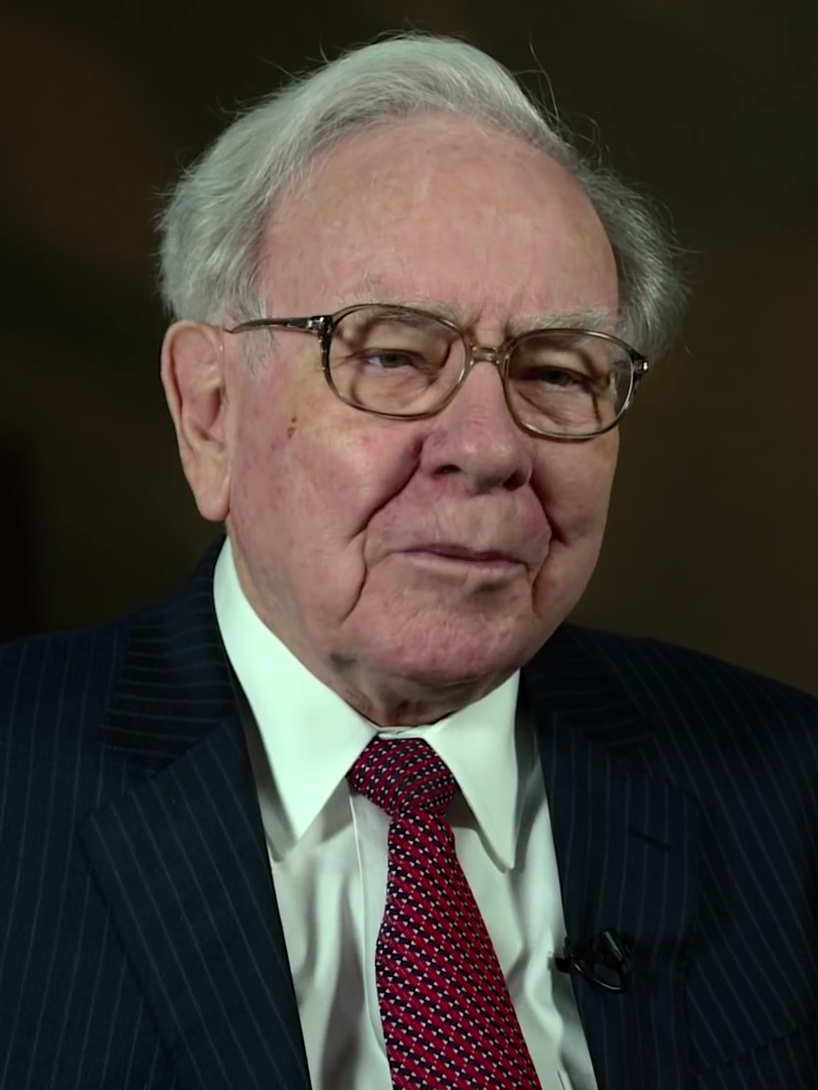
Warren Buffett, 2015

Warren Edward Buffett [ˈbʌfᵻt] (* 30. August 1930 in Omaha, Nebraska) ist ein US-amerikanischer Investor, Unternehmer und Philanthrop. Buffett gilt als einer der erfolgreichsten Investoren der Welt; 2024 wurde sein Vermögen auf ca. 133 Milliarden US-Dollar geschätzt.
1956 gründete er die Buffett Partnership Ltd., mit der er eine Textilfabrik namens Berkshire Hathaway erwarb, die er zu einem diversifizierten Beteiligungskonzern ausbaute. Buffett leitet Berkshire Hathaway seit 1970 und ist dort zugleich größter Anteilseigner. 1978 wurde sein Geschäftspartner Charlie Munger (1924–2023) stellvertretender Vorsitzender. Buffett wird von Medien weltweit als „das Orakel von Omaha“ bezeichnet. Er ist bekannt für die Anlagestrategie des Value-Investing sowie seine persönliche Genügsamkeit trotz des immensen Reichtums. Die finanzökonomische Forschung erklärt Buffetts großen Investmenterfolg über die konsequente Umsetzung eines faktorbasierten Portfolios mit Leverage.
2010 war er einer der Initiatoren des Giving Pledge, dessen Teilnehmer sich verpflichten, mindestens die Hälfte ihres Vermögens für wohltätige Zwecke zu spenden. Buffett selbst hat angekündigt, mehr als 99 Prozent seines Vermögens für wohltätige Zwecke abzugeben. Er gilt als Philanthrop mit der höchsten je gespendeten Summe.

## Leben

### Kindheit und Studienzeit
Warren Buffett wurde als zweites Kind des Brokers und späteren Kongressabgeordneten Howard Buffett und dessen Frau Leila (geb. Stahl) in Omaha geboren. Er begann seine Schulbildung an der Rose Hill Elementary School. 1942 wurde sein Vater in die erste von vier Amtszeiten des US-Kongresses gewählt. Nachdem er mit seiner Familie nach Washington, D.C. gezogen war, beendete Warren die Grundschule, besuchte die Alice Deal Junior High School und absolvierte 1946 die Woodrow Wilson High School. Sein Bild im Jahrbuch der Abschlussklasse trägt den Untertitel: „Mag Mathe, ein zukünftiger Börsenmakler.“
Buffett zeigte schon in jungen Jahren Interesse an Geschäften und Investitionen. Er wurde besonders von einem Buch inspiriert, das er im Alter von sieben Jahren aus der öffentlichen Bibliothek von Omaha ausgeliehen hatte: Tausend Möglichkeiten, 1000 Dollar zu verdienen. Ein Großteil von Buffetts frühen Kindheitsjahren wurde durch unternehmerische Tätigkeiten geprägt. Bei einer seiner ersten Geschäftsideen verkaufte Buffett Kaugummi, Coca-Cola-Flaschen und Wochenzeitschriften von Tür zu Tür. Sein erstes Geld verdiente Buffett dabei im Sommer 1936, indem er Coca-Cola-Sixpacks für 25 Cent kaufte und die Einzelflaschen für jeweils 10 Cent weiterverkaufte. Er arbeitete außerdem im Lebensmittelgeschäft seines Großvaters. Noch in der High School verdiente er Geld mit der Lieferung von Zeitungen, dem Verkauf von Golfbällen und Briefmarken sowie der Wartung von Autos. In seiner ersten Einkommensteuererklärung im Jahr 1944 veranschlagte er die anfallenden Kosten für die Nutzung seines Fahrrads und seiner Armbanduhr mit 35 US-Dollar. Im Jahr 1945 gaben Buffett und ein Freund 25 US-Dollar aus, um einen gebrauchten Flipper zu kaufen, den sie in einem lokalen Friseurladen aufstellten. Innerhalb weniger Monate besaßen sie mehrere Maschinen in drei verschiedenen Friseurläden in Omaha. Sie verkauften das Geschäft später im Jahr für 1.200 Dollar an einen Kriegsveteranen.
Seine ersten Aktien erwarb er 1942 im Alter von elf Jahren. Es handelte sich um Vorzugsaktien (Preferred shares) des Unternehmens Cities Service, welches sich heute im Staatsbesitz von Venezuela befindet. Er erwarb sie für 38,25 US-Dollar und er verkaufte sie für ca. 40 US-Dollar. Mit 14 Jahren kaufte er eine 16 ha große Farm in Omaha für 1200 US-Dollar, die er verpachtete. Als er 17 war, kaufte er zusammen mit Freunden einen schrottreifen Rolls-Royce für 350 US-Dollar. Nachdem sie ihn instand gesetzt hatten, konnten sie ihn für 35 US-Dollar pro Tag vermieten.
Nachdem Buffett 1947 die High School abgeschlossen und mit seinen unternehmerischen und Investment-Unternehmungen Erfolg hatte, wollte er das College überspringen und direkt ins Geschäftsleben einsteigen. Sein Vater zwang ihn jedoch zu einem Collegstudium.
Mit 16 Jahren begann Buffett ein Studium an der Wharton Business School. Er blieb dort zwei Jahre und trat der Alpha Sigma Phi Fraternity bei. Anschließend wechselte er an die University of Nebraska, wo er mit 19 Jahren und einem Bachelor of Science in Business Administration abschloss. Nachdem Buffett von der Harvard Business School abgelehnt worden war, schrieb er sich an der Columbia Business School der Columbia University ein, nachdem er erfahren hatte, dass Benjamin Graham, der Vater der Fundamentalanalyse und des Value Investing, dort unterrichtete. Er erwarb dort 1951 einen Master of Science in Wirtschaftswissenschaften. Nach seinem Abschluss besuchte Buffett das New York Institute of Finance.

### Frühe Geschäftskarriere
1951 entdeckte Buffett, dass Graham im Vorstand der GEICO-Versicherung war. Er fuhr an einem Samstag mit dem Zug nach Washington DC und klopfte an die Tür des GEICO-Hauptquartiers, bis ihn ein Hausmeister einließ. Dort traf er Lorimer Davidson, den Vizepräsidenten von GEICO, und die beiden diskutierten stundenlang über das Versicherungsgeschäft. Davidson sollte schließlich Buffetts lebenslanger Freund und ein bleibender Einfluss werden. Er erinnerte sich später, dass er Buffett nach nur fünfzehn Minuten als einen außergewöhnlichen Mann einschätzte. Buffett wollte an der Wall Street arbeiten, aber sowohl sein Vater als auch Benjamin Graham drängten ihn, dies nicht zu tun. Er bot an, kostenlos für Graham zu arbeiten, aber Graham lehnte ab.
1954 nahm Buffett eine Stelle bei Benjamin Graham an. Sein Anfangsgehalt betrug 12.000 USD pro Jahr (heute etwa 114.000 USD). Dort arbeitete er eng mit Walter Schloss zusammen. Graham war nach Buffetts Aussage ein harter Chef. Er bestand darauf, dass Aktien einen großen Sicherheitsspielraum bieten, nachdem der Kompromiss zwischen ihrem Preis und ihrem inneren Wert abgewogen wurde. 1956 zog sich Benjamin Graham zurück und schloss seine Partnerschaft. Zu diesem Zeitpunkt betrug Buffetts persönliche Ersparnis über 174.000 USD (heute etwa 1,64 Millionen USD) und er gründete Buffett Partnership Ltd.
Nachdem sich Graham 1956 ins Privatleben zurückgezogen hatte, gründete Buffett 25-jährig am 1. Mai 1956 in Omaha seine erste private Kommanditgesellschaft (Buffett Partnership) mit einer eigenen symbolischen Einzahlung von 100 US-Dollar. Weitere 105.000 US-Dollar wurden von sieben Verwandten und Bekannten beigesteuert, darunter seine Schwester Doris, seine Tante und sein Schwiegervater. Während dieser Zeit absolvierte Buffett einen Dale-Carnegie-Kurs für Kommunikation und Menschenführung und hielt daraufhin regelmäßige Vorlesungen an der University of Nebraska zum Thema Investment Principles.
Im Jahr 1957 betrieb Buffett drei Partnerschaften, 1958 waren es bereits fünf Partnerschaften. 1959 wuchs Buffets Investmentpool auf sechs Partnerschaften und Buffett lernte seinen zukünftigen Partner Charlie Munger kennen.
Der im Laufe der Jahre nach Teilnehmern und Einlagen kräftig wachsende Investmentpool erzielte von 1956 bis 1969 ein durchschnittliches jährliches Anlageergebnis von 29,5 % (dabei verdiente Buffett 25 % des über 6 % hinausgehenden Anlageergebnisses). Für die Anfangsinvestoren wurden so (nach Abzug von Buffetts Erfolgsanteil) aus 10.000 US-Dollar, 150.000 US-Dollar, im gleichen Zeitraum hätte eine Investition in den Dow-Jones-Index lediglich einen Betrag von etwas mehr als 15.000 US-Dollar ergeben.

### Berkshire Hathaway
1962 wurde Buffett Millionär und führte alle seine Partnerschaften zu einer zusammen.
Buffett investierte im selben Jahr in Berkshire Hathaway und übernahm schließlich die Kontrolle über die Textilfabrik. Er begann, Anteile an Berkshire von Seabury Stanton, dem Eigentümer, zu kaufen, den er später entließ. Buffetts Partnerschaft begann mit dem Kauf von Aktien zu einem Preis von 7,60 USD pro Aktie. Als Buffetts Partnerschaft 1965 begann, Berkshire aggressiv zu kaufen, zahlte sie 14,86 USD pro Aktie, während das Unternehmen ein Betriebskapital von 19 USD pro Aktie hatte. Der Wert des Anlagevermögens (Fabrik und Ausrüstung) war nicht enthalten. Buffett übernahm bei einer Vorstandssitzung die Kontrolle über Berkshire Hathaway und ernannte einen neuen Präsidenten, Ken Chace, um das Unternehmen zu leiten. 1966 schloss Buffett seine Partnerschaft für weiteres Geld. Er behauptete später, dass das Textilgeschäft von Berkshire sein bisher schlechtestes Geschäft gewesen sei. Anschließend verlegte er Berkshires Geschäftsfeld in den Versicherungssektor, und 1985 wurde die letzte der Mühlen verkauft, die einst das Kerngeschäft von Berkshire Hathaway gebildet hatten.
Buffett löste 1969 seine Partnerschaft auf und bot den Investoren an, ihr Geld in Anteile von Berkshire Hathaway zum damaligen Kurs von etwa 43 US-Dollar/Anteil zu tauschen.
Buffett besaß Anfang 1970 neben Berkshire Hathaway noch Beteiligungen an Diversified Retailing und Blue Chip Stamps. Diese beiden Unternehmen fusionierte er später mit Berkshire Hathaway (1979 Diversified Retailing, 1982 Blue Chip Stamps), nachdem Mitte der 1970er Jahre die amerikanische Börsenaufsicht SEC nicht zuletzt wegen vermuteter Interessenkonflikte gegen ihn ermittelt hatte (Blue Chip Stamps war ebenfalls eine Art Investmentholding).
Einer breiten Öffentlichkeit war Buffett lange Zeit unbekannt. Das änderte sich erst, als der bekannte Finanzbuchautor George W. Goodman (besser bekannt unter seinem Pseudonym „Adam Smith“) 1972 Warren Buffett und Benjamin Graham ein eigenes Kapitel in seinem Buch Supermoney widmete.
An der Wall Street hatte der Zusammenbruch der hochspekulativen Aktien Ende der 1960er zu einer Flucht in Aktien von soliden Unternehmen mit guten Gewinnen und bewährten Erfolgsgeschichten geführt. Durch die Massenbewegung in die sogenannten Nifty-Fifty oder Vestal-Virgins wurden jetzt deren Kurse, wie vorher die der spekulativen Aktien, in immer unwahrscheinlichere Höhen getrieben. Schließlich sollte auch diese Blase 1973/74 platzen.
Erst Ende 1974, fast am Ende eines fünfjährigen Bärenmarktes, der die schlimmsten Kursverluste seit der Großen Depression gebracht hatte, meldete sich Buffett zu Wort.
In einem Forbes-Interview sagte er: „Jetzt ist die Zeit zu investieren und reich zu werden.“ Buffett selbst hatte schon vor 1974 viele Beteiligungen erworben. Als bis heute hochprofitable Investitionen sollten sich dabei die 1973 erfolgte Beteiligung an der Washington Post und der Erwerb des Süßwarenherstellers See's Candies 1972 (über Blue Chip Stamps) erweisen.
In den 1980er Jahren machte Buffett Schlagzeilen durch den Aufbau größerer Aktienbestände von Coca-Cola, American Express und Gillette. Daneben erwarb Berkshire Hathaway auch immer wieder ganze Unternehmen, so 1983 den erfolgreichen Möbelhandel Nebraska Furniture Mart, 2003 den größten amerikanischen Hersteller von Unterkünften in Trailerparks, Clayton Homes, und die dazugehörenden Kreditbanken, die größten ihrer Art in den USA (siehe unten, Rechtsstreit und Kontroversen). Weiterhin erregte er großes Aufsehen, als er 1991 das durch einen Skandal um Manipulationen bei der Versteigerung amerikanischer Staatsanleihen in existentielle Not geratene Wall-Street-Haus Salomon Brothers vor dem Untergang rettete.
Im Zuge der Weltfinanzkrise 2007–2008 fielen die Aktien einiger Portfoliounternehmen von Berkshire Hathaway wie etwa Wells Fargo oder American Express auf historische Tiefststände. Zugleich konnte Buffett durch die stets hohen Bargeldbestände von Berkshire mehrere große amerikanische Unternehmen mit Milliardensummen unterstützen. Insgesamt wurden in sechs Transaktionen rund 26 Milliarden US-Dollar in Mars Incorporated (6,5 Milliarden US-Dollar), Goldman Sachs, Swiss Re, Dow Chemical (3 Milliarden US-Dollar), General Electric und zuletzt 2011 in die Bank of America (5 Milliarden US-Dollar) investiert. Neben dem zur Verfügung gestellten Kapital wurde auch der Tatsache, dass Buffett in die jeweiligen Unternehmen investierte, große Bedeutung beigemessen. Dies wurde an den Märkten als Vertrauensbeweis und „Gütesiegel“ gewertet. Die Mittel wurden als Darlehen vergeben oder für Kapitalerhöhungen zu vorteilhaften Konditionen eingesetzt. Mars finanzierte so die Übernahme von Wrigley für 23 Milliarden US-Dollar, Dow Chemical jene von Rohm & Haas. Obwohl diese Investitionen anfänglich hinterfragt wurden, erwiesen sie sich im Nachhinein als äußerst profitabel. Der Gewinn vor Steuern bis 2013 wurde auf fast 40 Prozent oder rund 10 Milliarden US-Dollar taxiert.
Als Beispiel kann die Beteiligung an der Investmentbank Goldman Sachs dienen. Berkshire hatte dieser im September 2008 kurz nach der Insolvenz von Lehman Brothers und der dadurch ausgelösten Vertrauenskrise zwischen den Banken 5 Milliarden US-Dollar an Eigenkapital für bis zu fünf Jahre zur Verfügung gestellt und dafür 50.000 Vorzugsaktien erhalten auf die eine garantierte Dividende von 10 Prozent – jährlich etwa 500 Millionen US-Dollar – zu zahlen war. Außerdem bekam Berkshire Bezugsrechte für 43,5 Millionen Stammaktien zum Preis von weiteren 5 Milliarden US-Dollar. Bei Ausübung dieser Bezugsrechte wäre Berkshire größter Goldman-Aktionär geworden. Buffett setzte in diesem Zusammenhang durch, dass mindestens bis Oktober 2011 die Top-Goldman-Manager nicht mehr als zehn Prozent ihrer Anteile an der Bank verkaufen durften. Nachdem an den Finanzmärkten Ruhe eingekehrt war und sich die Finanzierungsbedingungen, auch aufgrund von Leitzinssenkungen, deutlich verbessert hatten und auch die FED als Bankenaufsicht zugestimmt hatte, wurde die Investition im März 2011 vorzeitig abgewickelt. Goldman Sachs kaufte die Vorzugsaktien mit einem zusätzlichen Aufschlag von 500 Millionen US-Dollar zurück und Berkshire erhielt eine geringere Zahl an Stammaktien im Wert von 2,1 Milliarden US-Dollar zur Abgeltung der Bezugsrechte, ohne dass hierfür noch einmal ein Kaufpreis gezahlt werden musste. 2010 nahm Buffett Goldman Sachs gegen Vorwürfe von Fehlverhalten seitens der SEC in Zusammenhang mit einem Geschäft über Immobilienkredite im Wert von 1 Milliarde US-Dollar in Schutz und sagte, die beteiligten anderen Banken, unter anderem die Royal Bank of Scotland hätten sich selbst die Schuld für ihr schlechtes Urteilsvermögen zuzuschreiben.
Buffett machte sich so einen Namen als „wichtiger Bankenretter“ und auch nachdem 2023 mehrere Regionalbanken in den USA in Schwierigkeiten gerieten und die Silicon Valley Bank zusammenbrach, wurde über eine Rolle Buffetts bei der Wiederherstellung von Vertrauen in angeschlagene Banken spekuliert.
Ende 2009 übernahm Berkshire den US-Eisenbahn-Konzern Burlington Northern Santa Fe vollständig, nachdem der Anteil zuvor 22,6 % betragen hatte. Buffett setzte damit auf eine Konjunkturerholung in den USA.
Buffett besaß 2009 28,5 % der Anteile von Berkshire Hathaway, entsprechend einem damaligen Kurswert von 36 Mrd. US-Dollar.
Der Schwerpunkt der Geschäftstätigkeit von Berkshire Hathaway liegt heute neben passiven Beteiligungen im Geschäft der mittlerweile über 60 in verschiedenen Geschäftsfeldern tätigen Eigengesellschaften und im Erst- und Rückversicherungsgeschäft, dokumentiert durch die Eigengesellschaften Berkshire Hathaway Reinsurance Group und Berkshire Hathaway Primary Group sowie GEICO (fünftgrößter Kfz-Versicherer der USA) und General Re (fünftgrößter Rückversicherer der Welt). Trotz der Größe, die Berkshire Hathaway mittlerweile erreicht hat, ist es Buffett in den vergangenen Jahrzehnten gelungen, überdurchschnittliche Anlageergebnisse von etwa 20 % zu erzielen. Buffetts Vermögen wird zu 99 % durch seine Beteiligung an Berkshire Hathaway repräsentiert.
Im Mai 2025 kündigte er an, zum Jahresende von seiner Position als CEO von Berkshire Hathaway zurückzutreten. Als neuer CEO ist Greg Abel vorgesehen.

### Privatleben

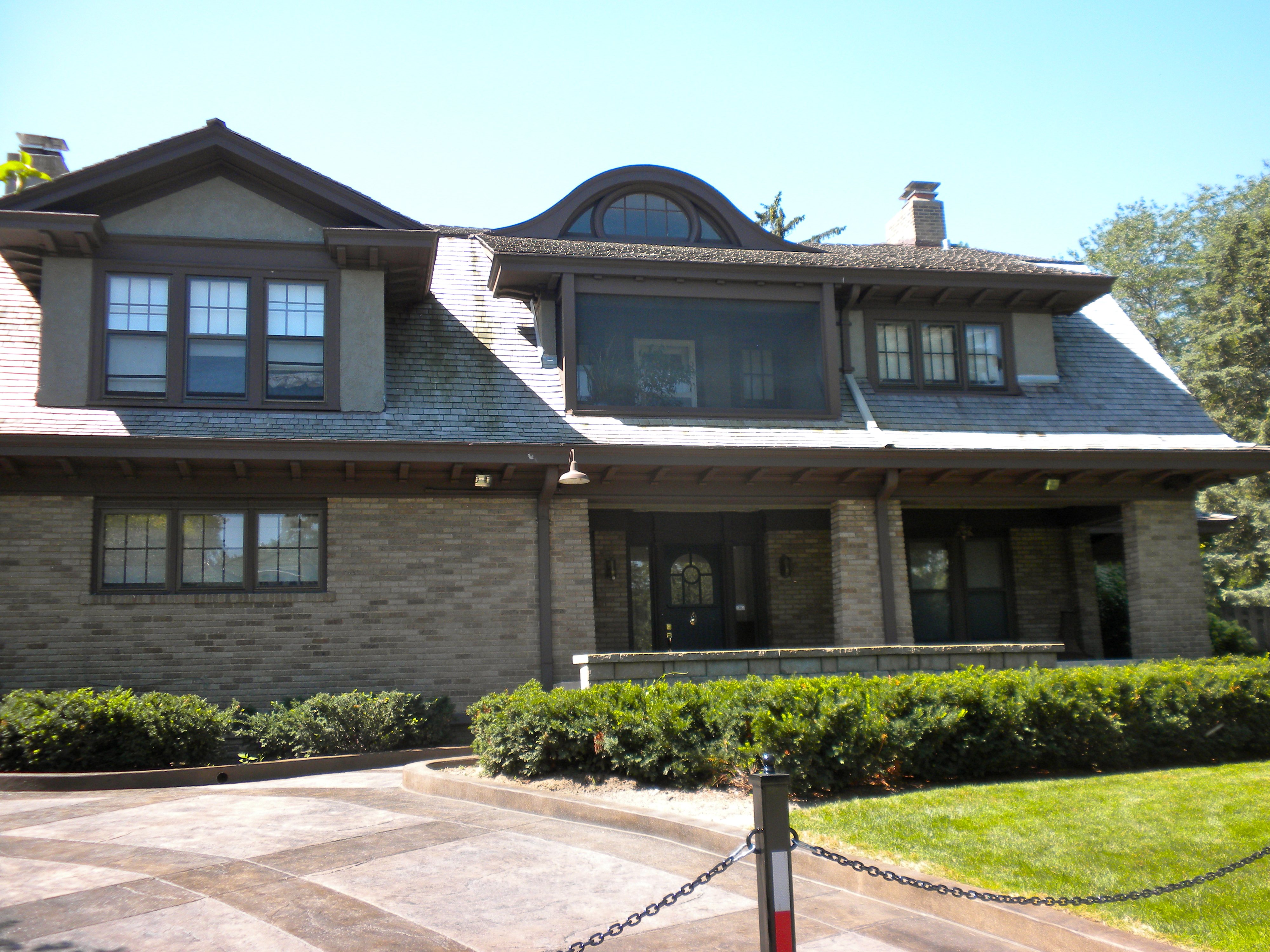
Buffetts Haus in Omaha

Er ist bekannt für seine persönliche Genügsamkeit trotz des immensen Reichtums. Buffetts Lebensstil wird oft als bescheiden beschrieben, so wohnt er immer noch in dem Haus in seiner Heimatstadt Omaha, das er 1958 für 31.500 US-Dollar gekauft hat. Zudem wird gelegentlich sein ungesunder Lebensstil mit Eis und Cola zum Frühstück thematisiert, den er selbst beschreibt mit: „Die niedrigsten Sterberaten gibt es unter Sechsjährigen. Also habe ich entschieden, mich wie einer zu ernähren.“
Buffett ist leidenschaftlicher Bridge-Spieler und spielt sowohl Live-Spiele als auch Partien im Internet. Die Liebe zu diesem Sport teilt er unter anderem mit seinem Freund Bill Gates. 2006 rief er den Buffett Cup ins Leben.
1952 heiratete Buffett Susan Thompson in der Dundee Presbyterian Church. Im nächsten Jahr bekamen sie ihr erstes Kind, Susan Alice. 1954 hatten die Buffetts ihr zweites Kind, Howard Graham. Er kaufte 1957 ein Familienhaus mit fünf Schlafzimmern in Omaha, wo er heute noch lebt. 1958 wurde das dritte Kind der Buffetts, Peter Andrew, geboren. Buffetts Frau Susan entschied sich 1977 nach 25-jähriger Ehe, nicht mehr mit ihm zusammenzuleben, und zog nach San Francisco, um als Sängerin und politische Aktivistin zu arbeiten, hielt jedoch bis zu ihrem Tod 2004 die Partnerschaft mit ihm aufrecht. Susan machte Buffett dann mit Astrid Menks bekannt, die mit ihrem Einverständnis seine ständige Begleiterin wurde und mit ihm zusammenzog. Dabei traten Warren und Susan weiterhin als Paar auf. Susan und Astrid verstanden sich gut – Freunde erhielten oft Einladungen, die alle drei unterschrieben hatten. Die Beziehung von Warren, Susan und Astrid kann als polyamore Dreiecksbeziehung bezeichnet werden. An seinem 76. Geburtstag heiratete Buffett Astrid Menks im Haus seiner Tochter Susie.
Im April 2012 ließ Buffett verlauten, dass er an Prostatakrebs erkrankt sei. Die Behandlung wurde im September 2012 erfolgreich abgeschlossen.

## Anlagegrundsätze

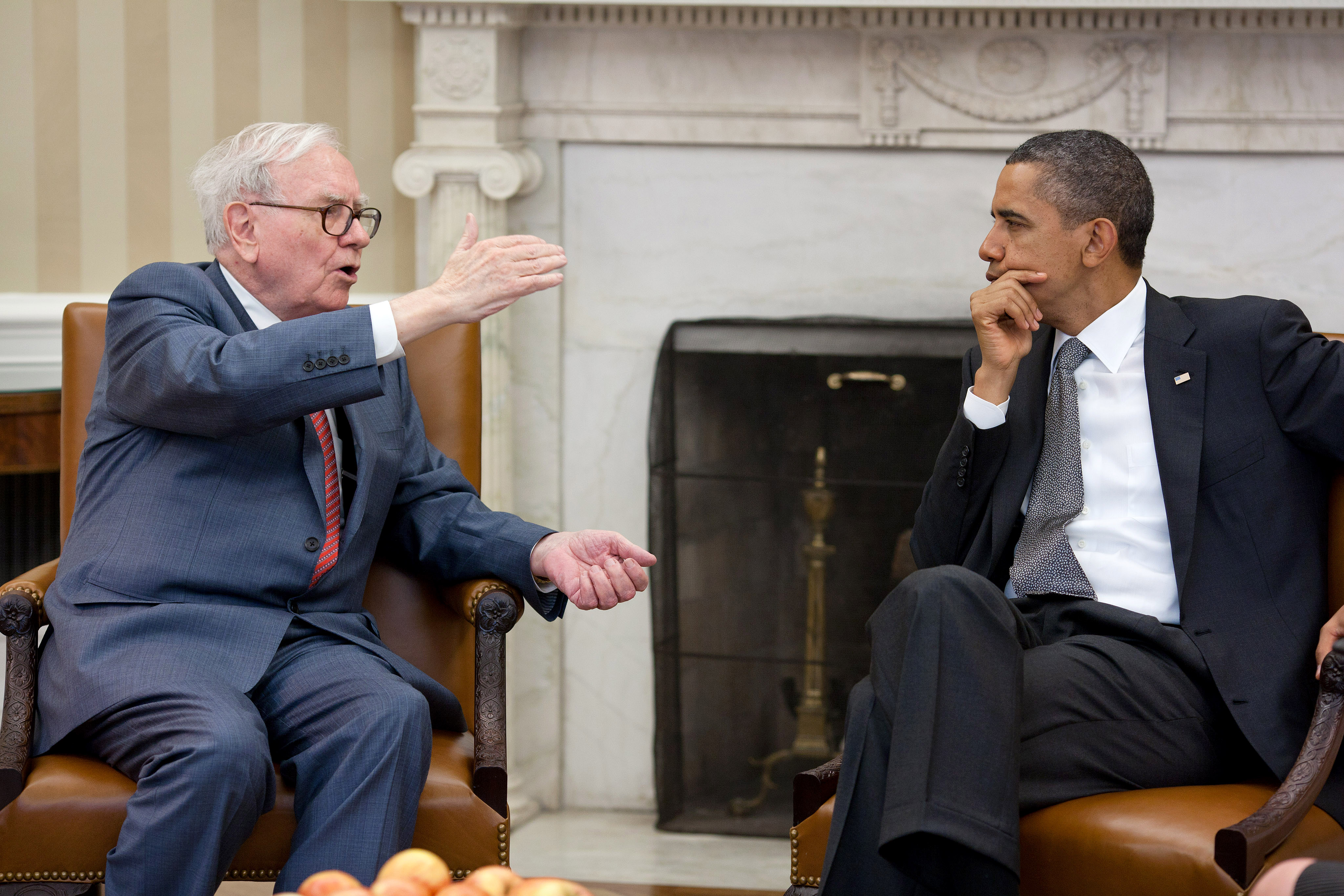
Warren Buffett und Barack Obama im Weißen Haus, Juli 2011.

Warren Buffett gilt als Verfechter des Value Investing und als der erfolgreichste Schüler Benjamin Grahams und dessen Theorien aus den Büchern Security Analysis und The Intelligent Investor. Er wurde im Laufe der Zeit aber auch von anderen Investoren wie Philip Fisher beeinflusst. Gleichzeitig ist er erklärter Gegner der Markteffizienzhypothese und der Modernen Portfoliotheorie. Die finanzökonomische Forschung erklärt Buffetts großen Investmenterfolg über die konsequente Umsetzung eines faktorbasierten Portfolios mit Leverage.
Obwohl Warren Buffett in seinem Unternehmen nur wenig von Dividenden hält, achtet er bei seinen Investments stark auf hohe und steigende Dividenden, die schon seit mehreren Jahrzehnten ausgezahlt werden.
Bei Berkshire Hathaway behält er (Stand 2017), seitdem er über die Kontrolle des Unternehmens verfügt, alle Gewinne ein. Dieses Geld nutzt das Management für Aktienrückkäufe, wenn sie den Kurs für zu tief halten.
Zentrales Anlagekriterium war oder ist das Konzept der „Sicherheitsmarge“. Der Erwerber eines Wertpapiers soll demnach den inneren Wert des Papiers ermitteln und prüfen, ob der Preis dieses Wertpapiers an der Börse zu seinen Gunsten niedriger ist als der ermittelte Wert. Der innere Wert wird von vielen Faktoren beeinflusst, die bei Graham vor allem nach quantitativen objektiven Kriterien (Liquidationswert des Unternehmens, KGV, Kurs-Buchwert-Verhältnis, Verschuldungsgrad, Ertragskraft der Vergangenheit, Dividendenrendite) ermittelt werden.
Es gab die These, Buffett sei allmählich von Grahams Lehren abgerückt. Er habe bei vielen Käufen großen Wert auf qualitative Elemente gelegt (Fähigkeiten und Integrität des Managements, Qualität des Geschäftes, Ertragskraft der Zukunft). Bei der Bewertung qualitativer Elemente wurde Buffett von Philip Fishers Buch Common Stocks and Uncommon Profits, vor allem aber von seinem Freund Charles Munger beeinflusst. Munger und Fisher fordern die Bereitschaft, das zu investierende Kapital stark in wenigen Beteiligungen zu konzentrieren und lehnen eine starke Diversifikation ab.
Buffett praktizierte den qualitativen schon früh. Beispielsweise kaufte er 1964 Anteile an dem durch den Salatöl-Skandal in große Schwierigkeiten geratenen Finanzdienstleister American Express. und 1976 Aktien des insolvenzbedrohten Versicherers GEICO. In beiden Fällen schätzte Buffett die damaligen Probleme als überwindbar ein und das eigentliche Geschäft der Unternehmen als gesund und profitabel.
Zwar hat Buffett immer wieder bei der Beurteilung des inneren Wertes eines Unternehmens starken Wert auf subjektive Kriterien gelegt, er hat aber die Grundlagen von Benjamin Grahams Anlagephilosophie nie verlassen. Kernpunkt bleibt, dass der Erwerb eines Unternehmens zu einem sehr attraktiven Preis erfolgen muss. Buffett selbst wird nicht müde zu erklären, dass sein Anlageerfolg kein Einzel- oder Zufallserfolg sei, sondern auf den Lehren von Graham beruhe. Die „Sicherheitsmarge“ und der innere Wert eines Unternehmens können seiner Meinung nach von verschiedenen Investoren verschieden ermittelt werden. So präsentierte er 1984 bei einer Rede an der Columbia University mehrere Investoren (Stan Perlmeter, Bill Ruane, Walter Schloss), die durch die Beachtung von Grahams Prinzipien überragenden Anlageerfolg über lange Zeiträume gehabt haben. Aus dieser Ansprache ging sein berühmt gewordener Essay The Superinvestors of Graham-and-Doddsville hervor.
Immer wieder legt Buffett beim Erwerb eines Unternehmens deutlich mehr Wert auf subjektive Elemente als Graham. So ist er bereit, für ein Unternehmen und seinen in einem von ihm als großartig beurteilten Geschäft enthaltenen „Goodwill“ einen deutlich über dem eigentlichen Buchwert liegenden Preis zu bezahlen (im Geschäftsbericht 1983 erläuterte er diesen Ansatz ausführlich sowohl allgemein als auch speziell am Beispiel von See's Candies). Die subjektive Ausrichtung zeigt sich auch darin, dass Buffett den Vorsitzenden der Unternehmen, in die er investiert, großes Vertrauen entgegenbringt, sie und ihre Arbeitseinstellung sehr schätzt und ihnen fast völlige Freiheit bei der Führung der Geschäfte lässt, wobei er sich wünscht, dass sie so lange wie möglich weiterarbeiten.
Buffett hat demgemäß lediglich einen weitergefassten und vielseitigeren Ansatz zur Ermittlung des inneren Wertes entwickelt, als das bei Graham der Fall ist.
Außerdem sollen Anleger nach Buffett nur in solche (möglichst „simple“) Unternehmen investieren, deren Geschäft sie verstehen. Buffett, der nach seiner Ansicht nichts von Technik versteht, hat deshalb so gut wie nie in techniklastige Unternehmen investiert. 1997 lehnte er das Angebot des damaligen Microsoft-Vizepräsidenten Jeff Raikes ab, ins Unternehmen seines Freundes Bill Gates zu investieren, obwohl sich Raikes alle Mühe gab, ihn von den Vorzügen von Microsoft zu überzeugen.
Weiterhin soll sich der Investor immer als Teilhaber des Geschäftes und nicht als auf kurzfristige Kurssteigerungen schielender Spekulant sehen. Konsequenterweise soll der Anleger die Marktschwankungen ignorieren, da er bei einem wohldurchdachten Erwerb nach den Regeln der „Sicherheitsmarge“ darauf vertrauen kann, dass sich diese irgendwann zu seinen Gunsten realisiert. Nach Buffett soll es ihm egal sein, wenn die Börse jahrelang geschlossen bleibt und er soll die erworbenen Aktien im Idealfall „für immer“ erwerben.
Buffett selbst fasst die Charakteristiken eines lohnenden Investitionszieles immer wie folgt zusammen:

„Wir investieren nur in ein Unternehmen, wenn wir (1) die Geschäfte verstehen, (2) die langfristigen Aussichten des Unternehmens gut sind (bewiesene Ertragskraft, gute Erträge auf das investierte Kapital, keine oder nur geringe Verschuldung, attraktives Geschäft), (3) das Unternehmen von kompetenten und ehrlichen Managern geleitet wird und (4) sehr attraktiv bewertet ist.“

Am Beispiel des Nebraska Furniture Mart, den Buffett 1983 kaufte, erklärt er, dass er vor jedem Kauf überlegt, ob und wie er mit dem Unternehmen konkurrieren könnte: „Ich würde lieber gegen Grizzlies kämpfen, als mit Mrs. B. und ihren Nachkommen zu konkurrieren. Sie kaufen brillant ein, sie operieren mit Kostenrelationen, von denen ihre Konkurrenten nicht einmal zu träumen wagen, nur um dann ihre Ersparnisse an die Kunden weiterzureichen. Es ist das ideale Geschäft – eines, das außergewöhnlichen Wert für die Kunden schafft, was sich wiederum großartig für die Unternehmenseigentümer auswirkt.“
Buffetts Abneigung gegenüber Verschuldung zeigte sich, als er einmal sagte, dass selbst eine 99-%-Wahrscheinlichkeit, mit geliehenem Geld eine höhere Rendite zu erzielen, nicht das 1-%-Risiko rechtfertigt, durch die Schulden in einem unvorhergesehenen Fall in Schwierigkeiten zu geraten. Dabei definiert er Risiko nicht als Volatilität, sondern, wie Benjamin Graham, als die Möglichkeit des permanenten Verlustes von Kapital. Man dürfe niemals vergessen, so Buffett, dass einem das Geld anderer Menschen anvertraut wurde, daher sollte auch der kleinste Geldbetrag mit äußerster Sorgfalt verwaltet werden.
Allerdings nutzte Buffett das Instrument Schulden indirekt, aber ausgiebig, über Versicherungsprämien, die nicht sofort ausgezahlt werden (sog. Float). Im Jahr 2011 wies Berkshire Float im Wert von knapp 71 Mrd. USD aus. Frazzini (2018) gibt Buffetts Leverage mit 1,4 bis 1,7 an. Die Forscher zogen den Schluss, dass Buffetts Anlageerfolg eher auf der Auswahl seiner Unternehmensbeteiligungen beruht als auf seinem Einfluss auf das Management der Unternehmen.

### Derivate
Buffett gilt als harscher Kritiker von Derivategeschäften. So meinte er im Jahr 2002, dass die Menge an Derivaten „nur durch die Einbildungskraft der Menschen“ begrenzt sei, nämlich von „Madmen“ (Wahnsinnigen). Bei Berkshire Hathaway plädierte er nach dem Erwerb des Rückversicherers General Re für den Ausstieg aus dem Derivategeschäft, dies aber – zu seinem späteren Bedauern – nicht nachdrücklich genug.
Im Februar 2003 widmete er dem Thema Derivate ein eigenes Kapitel in seinem jährlichen Anlegerbrief und prägte dabei den Begriff der Financial Weapons of Mass Destruction (Finanzielle Massenvernichtungswaffen), deren Risiken von den Zentralbanken nicht kontrolliert werden können und deren Auswirkungen für das Finanzsystem tödlich sein könnten. Im Bericht von 2005, nachdem im Derivategeschäft von General Re über 400 Millionen US-Dollar Verluste aufgelaufen waren, erneuerte er diese Kritik. In Hinsicht darauf bemerken Damian Paletta und Scott Patterson im Wall Street Journal, dass das Unternehmen durch verstärktes Lobbying bei der Gesetzesreform der Regulierung solcher Geschäfte auffällt.
Im Jahr 2008 verkaufte er jedoch Derivate in Form von Verkaufsoptionen auf die Börsenindizes S&P 500, FTSE 100, Euro-Stoxx 50 und Nikkei 225 mit Laufzeiten zwischen 10 und 20 Jahren. Er nahm damit sofort eine Prämie von 5 Milliarden USD ein und ging damit auf dem Höhepunkt der Weltfinanzkrise die Wette ein, dass die Aktienkurse langfristig steigen würden. Wären sie tief geblieben oder gar gefallen, hätte er den Käufern der Optionen bis zu 37 Milliarden USD als Ausgleich zahlen müssen.

## Vermögen
Buffett gilt als einer der erfolgreichsten Investoren der Welt; nach der Forbes-Liste betrug sein Vermögen im Jahr 2024 rund 133 Milliarden US-Dollar. Somit belegte er Platz 6 auf dieser Liste der reichsten Menschen der Welt. Da sein Vermögen fast vollständig aus Aktien von Berkshire Hathaway besteht, kann der Betrag stark schwanken.
Zeitweise galt Buffett als reichster Mensch der Welt, so löste er 2008 Bill Gates an der Spitze der Milliardärsrangliste ab und verblieb dort bis 2010, als er wiederum von Carlos Slim Helú abgelöst wurde. Buffett erhält ein Jahresgehalt von 100.000 US-Dollar für seine Funktion bei Berkshire Hathaway.

## Wohltätigkeit
Mit einer bis Sommer 2022 gespendeten Summe von ungefähr 48 Milliarden US-Dollar gilt Buffett als die Person mit der höchsten je aufgebrachten Spendensumme und wurde von Forbes als „größter Philanthrop aller Zeiten“ bezeichnet.
1964 gründete Buffett die Buffett Foundation, die nach dem Tod seiner früheren Ehefrau nach ihr in Susan Thompson Buffett Foundation umbenannt wurde. Bereits 2006 hatte er angekündigt, 85 % seines Vermögens nach und nach an fünf Stiftungen zu Gunsten wohltätiger Zwecke abzugeben. Der Großteil sollte dabei an die Bill & Melinda Gates Foundation gehen, ein kleinerer Anteil an die Susan Thompson Buffett Foundation sowie an drei Stiftungen, die von seinen Kindern gegründet wurden.
Im Juni 2010 initiierte Buffett dann zusammen mit Bill und Melinda Gates die Kampagne The Giving Pledge (deutsch: „Das Versprechen zu geben“), die Milliardäre animieren soll, sich zu verpflichten, mehr als die Hälfte ihres Vermögens für wohltätige Zwecke zu spenden. Bis 2023 schlossen sich ihr mehr als 230 Menschen aus aller Welt an. Buffett selbst versprach in diesem Rahmen, dass zu seinen Lebzeiten und nach seinem Tod mehr als 99 Prozent seines Vermögens für wohltätige Zwecke gespendet würde. Jährlich gab er seither etwa 4 Prozent seiner Anteile an Berkshire Hathaway ab und bis 2022 insgesamt mehr als die Hälfte der Anteile, die er noch 2006 gehalten hatte. Buffett gilt als der Philanthrop mit der höchsten je tatsächlich abgegebenen Spendensumme, von 48 Milliarden US-Dollar bis 2022.
Von 2000 bis 2022 – mit einer Unterbrechung durch die Corona-Pandemie 2020/2021 – versteigerte Buffett jährlich ein Mittagessen mit ihm im New Yorker Steakhaus Smith & Wollensky. Die Erlöse kamen dabei der in San Francisco ansässigen Wohltätigkeitsorganisation Glide Foundation zugute, die sich der Bekämpfung von Armut und Obdachlosigkeit besonders in San Francisco widmet. Das höchste dabei erzielte Gebot lag bei ca. 19 Millionen US-Dollar im Jahr 2022.

## Medienpräsenz und mediale Rezeption
Die Jahreshauptversammlungen von Berkshire Hathaway, die zuletzt von mehr als 37.000 Menschen besucht wurden, werden als Woodstock für Kapitalisten bezeichnet. Buffett erregt dort immer wieder Aufmerksamkeit durch scharfsinnige, selbstkritische und humorvolle Bemerkungen. Bekannt ist Buffett auch für die jährlichen Briefe an die Aktionäre von Berkshire Hathaway (Shareholder Letters), die geradezu als Pflichtlektüre für Investoren gelten und in denen er nicht nur auf die jeweils aktuelle Geschäftsentwicklung eingeht, sondern auch Gedanken zu seiner Anlagestrategie und anderen Themen teilt und auch seine eigenen Anlageentscheidungen früherer Jahre reflektiert. Buffett wird von Medien weltweit als „das Orakel von Omaha“ bezeichnet.
In einem 2010 veröffentlichten Werbespot des amerikanischen Kfz-Versicherungsunternehmens Geico wirkte der damals fast 80 Jahre alte Buffett im typischen Bühnenoutfit von Axl Rose, Sänger der Rockband Guns N’ Roses, mit und erzielte damit speziell in den US-Medien beträchtliche Resonanz.
In dem 2011 veröffentlichten Film Too Big to Fail – Die große Krise über die Finanzkrise ab 2007 wurde Buffett von Ed Asner dargestellt.
In der 15. Staffel von „The Apprentice“ hatte Warren Buffett einen Auftritt.

## Auszeichnung und Mitgliedschaften
Buffett ist Träger der Presidential Medal of Freedom, der höchsten zivilen Auszeichnung der USA. 1992 wurde er in die American Academy of Arts and Sciences gewählt. Seit 2009 ist er gewähltes Mitglied der American Philosophical Society.

## Rechtsstreit und Kontroversen
Die US-Katastrophenhilfsbehörde FEMA verklagte 2011 die Buffett gehörende Firma Clayton Homes, weil in den Wohncontainern, die sie für die Unterbringung von Opfern des Hurrikans Katrina lieferte, erhöhte Mengen von Formaldehyd gemessen wurden, das Atemwegserkrankungen bei Kindern hervorrufen kann und in den USA als krebserregend eingestuft ist. Dieselben Container lieferte die Hilfsorganisation Clinton Foundation nach Haiti, möglicherweise nach aggressivem Druck von Clayton Homes.
2015 berichteten die Seattle Times, BuzzFeed und das Center for Public Integrity in einer mehrteiligen Serie über Geschäftspraktiken der Firma Clayton Homes und der ihr angeschlossenen Kreditbanken. Die Vorwürfe betrafen insbesondere falsche Versprechungen beim Vertragsabschluss, Zusatzgebühren und nach Kauf plötzlich geänderte Vertragsbedingungen sowie überhöhte Zinsforderungen. Gleichzeitig engagierte sich Buffetts Firma beim US-Kongress für eine Abschaffung von Verbraucherschutzbestimmungen zugunsten von Bewohnern von Mobilheimen. Buffett wies die Vorwürfe im Omaha World Herald zurück, das Center for Public Integrity blieb aber bei seiner Darstellung. Weitere Vorwürfe betrafen die Erhebung höherer Zinsen und Gebühren bei Angehörigen von Minderheiten wie Afroamerikanern, Hispanics oder Indianern. Nach dem Bericht forderten vier demokratische Kongressabgeordnete eine Untersuchung des Geschäftsgebarens des Unternehmens.

## Publikationen
- Letters of the Chairman
- Berkshire Hathaway Annual & Interim Reports
- Die Essays von Warren Buffett. Die wichtigsten Lektionen für Investoren und Unternehmer, 8. Aufl., FinanzBuch Verlag, München 2024, ISBN 978-3-95972-768-6.
- The Superinvestors of Graham-and-Doddsville. In: Benjamin Graham: The Intelligent Investor. 4. Korr. Auflage. Harper & Row, 2003, ISBN 0-06-055566-1, S. 537–560, Appendix 1. (als PDF-Download).

### Monographien
- Adam Smith. Supermoney. Michael Joseph, London 1973, ISBN 0-7181-1128-1
- Look at all those beautiful, scantily clad girls out there! In: Forbes. 1. November 1974.
- Roger Lowenstein: Buffett – The Making of an American Capitalist. Random House, New York 1995, ISBN 0-385-48491-7.
- Mary Buffett, David Clark: Buffettology – Intelligent investieren an der Börse mit Warren Buffett. Econ Taschenbuch, München 1998, ISBN 3-548-75095-8.
- Robert G. Hagstrom: Buffettissimo. Campus, Frankfurt am Main 2002, ISBN 3-593-36948-6.
- James Pardoe: So macht es Warren Buffett. Linde, Wien 2005, ISBN 3-7093-0071-1.
- Ayano Morio: Warren Buffett. Ein Manga. FinanzBuch Verlag, München 2006, ISBN 3-89879-219-6. (Rezension, Auszug, PDF-Datei)
- Roger Lowenstein: Buffett : Die Geschichte eines amerikanischen Kapitalisten. Börsenmedien, Kulmbach 2009, ISBN 978-3-938350-87-4.
- Alice Schroeder: Warren Buffett. Das Leben ist wie ein Schneeball. Aktualisierte Ausgabe. FinanzBuch, München 2010, ISBN 978-3-89879-602-6.
- Robert G. Hagstrom: Warren Buffett. Sein Weg. Seine Methode. Seine Strategie. 3., komplett überarbeitete Ausgabe. Börsenbuch, Kulmbach 2016, ISBN 978-3-86470-375-1.
- Gisela Baur: Warren Buffett. Der Jahrhundertkapitalist. Vom Zeitungsjungen zum Milliardär – sein Weg zum Erfolg. FinanzBuch, München 2018, ISBN 978-3-95972-055-7.
- Robert G. Hagstrom: Warren Buffett. Das ultimative Mindset für Investoren. Börsenbuch, Kulmbach 2022, ISBN 978-3-86470-753-7.
- Glen Arnold: Die Deals von Warren Buffett - Vol. 1. Die ersten 100 Millionen Dollar. Börsenbuchverlag, 2025, ISBN 978-3-86470-996-8.

### Studien
- Elena Chirkova: Why is It that I am not Warren Buffett? In: American Journal of Economics. Band 2, Nr. 6, 2012, S. 115, doi:10.5923/j.economics.20120206.04.
- Andrea Frazzini, David Kabiller, Lasse Heje Pedersen: Buffett's Alpha. In: Financial Analysts Journal. Band 74, Nr. 4, 2018, S. 35–55, doi:10.2139/ssrn.3197185.